# Tenryū (Nagano)
Tenryū (jap. 天龍村 Tenryū-mura) – wieś w Japonii, na wyspie Honsiu, w prefekturze Nagano. Według danych na rok 2020 miejscowość zamieszkiwało 1 178 mieszkańców , a gęstość zaludnienia wyniosła 10,8 os./km².